# Joe Pera Talks with You
Joe Pera Talks With You ist eine US-amerikanische Realfilm-Fernsehsendung, die von Williams Street in Kooperation mit Chestnut Walnut produziert wurde und auf dem Kabelsender Adult Swim ausgestrahlt wird. In der Serie geht es um einen Musiklehrer namens Joe Pera der um die 30 Jahre alt ist und der für seine extremst ruhige und angenehme Sprechart sowie seiner stockenden Gehweise bekannt ist. Generell macht er einen sehr sozial ungeschickten Eindruck. Eine deutsche Ausstrahlung hatte diese Sendung bisher noch nicht. 

## Handlung
Joe Pera startet in fast jeder Folge mit einer Art kurzem Videoessay über ein spezifisches Thema, bis dieses dann abgebrochen wird und die wirkliche Zentralhandlung der Folge beginnt. Die Handlungen sind ganz unterschiedlich und behandeln entweder irgendeinen persönlichen Konflikt oder den Konflikt zwischen Pera und den anderen Figuren, auf denen er einen sehr seltsamen Eindruck hinterlässt, Pera aber trotzdem versucht bei jeder Situation so nett und zuvorkommend zu sein wie möglich.
Was der Sendung ihre persönliche Note verleiht ist der beispiellose Stil der Sendung, da alles außerordentlich ruhig und langsam ist, was die Sendung nicht selten so wirken lässt als wenn sie dafür konzipiert wurde Zuschauern angenehm in den Schlaf zu begleiten, was bei genauerer Überlegung nicht verwunderlich ist, wenn die Serie auf das animierte Adult Swim Special Joe Pera Talks You To Sleep basiert, in dem der ganze Sinn darin besteht den Zuschauer mit in den Schlaf zu begleiten.

## Episodenliste
Die neun Folgen liefen zwischen dem 20. Mai 2018 und 17. Juni 2018 auf Adult Swim gegen Mitternacht.
| Nr. | Titel                                                                          | US-amerikanische Erstausstrahlung |
| --- | ------------------------------------------------------------------------------ | --------------------------------- |
| 1   | Joe Pera Shows You Iron                                                        | 20. Mai 2018                      |
| 2   | Joe Pera Takes You to Breakfast                                                | 20. Mai 2018                      |
| 3   | Joe Pera Takes You on a Fall Drive                                             | 27. Mai 2018                      |
| 4   | Joe Pera Shows You How to Dance                                                | 27. Mai 2018                      |
| 5   | Joe Pera Talks You Back to Sleep                                               | 3. Juni 2018                      |
| 6   | Joe Pera Reads You the Church Announcements                                    | 3. Juni 2018                      |
| 7   | Joe Pera Lights Up the Night with You                                          | 10. Juni 2018                     |
| 8   | Joe Pera Talks to You About the Rat Wars of Alberta, Canada (1950–Present Day) | 10. Juni 2018                     |
| 9   | Joe Pera Answers Your Questions About Cold Weather Sports                      | 17. Juni 2018                     |